# Kwadwo Baah
Kwadwo Kyeremeh Baah (* 27. Januar 2003 in Stuttgart) ist ein deutsch-englischer Fußballspieler, der auch die ghanaische Staatsbürgerschaft besitzt.

## Karriere

### Verein
Nach seinen Anfängen in der Jugend von Moonshot FC, von Crystal Palace und der Kinetic Academy wechselte er im Sommer 2019 zum Siebtligisten Whyteleafe FC. Nach nur zwei Monaten im Verein und einem Ligaeinsatz wechselte er im September 2019 zum AFC Rochdale in die 3. englische Liga. Dort kam auch zu seinem Profidebüt, als er am 7. Dezember 2019, dem 20. Spieltag, beim 1:0-Auswärtssieg gegen Rotherham United in der 76. Spielminute für Rekeil Pyke eingewechselt wurde. Nach 37 Ligaeinsätzen in zwei Spielzeiten wechselte er im Sommer 2021 in die Premier League zum FC Watford. Dort brachte er es aber nur zu drei Spieltagskadernominierungen, ohne allerdings eingesetzt zu werden.
Nach dem Abstieg seines Vereins wurde er im Sommer 2022 für eine Spielzeit nach Deutschland zum Zweitligisten Fortuna Düsseldorf verliehen. Im Sommer 2023 folgte die Leihe zu Burton Albion, welche aufgrund einer Verletzung im Januar 2024 vorzeitig beendet wurde.

### Nationalmannschaft
Baah kam zunächst im Frühjahr 2021 zu einem Einsatz in der U18-Nationalmannschaft des englischen Fußballverbands, bevor er ab Herbst 2021 für die U19-Nationalmannschaft des DFB auflief und ihm bis jetzt in vier Einsätzen zwei Tore gelangen.